# Rue Beethoven (Ljubljana)
Pour l’article homonyme, voir Rue Beethoven.
Beethovnova ulica (en allemand : Beethovengasse) est le nom d'une rue du centre de Ljubljana, la capitale de la Slovénie. Elle porte le nom du célèbre compositeur Ludwig van Beethoven (1770 à 1827). Beethoven fut élu membre honoraire de la Société Philharmonique de Ljubljana en 1819.

## Histoire
La rue a été redessinée sous son nom actuel en 1876 et n'a pas été renommée depuis.
Les bâtiments les plus importants le long de la rue sont : 
- le Bâtiment du Parlement slovène
- la Cour constitutionnelle de Slovénie